# مونتاگو (کالیفرنیا)
مونتاگو (به انگلیسی: Montague) شهری در شهرستان سیسکیو ایالت کالیفرنیا است که در سرشماری سال ۲۰۱۰ میلادی، ۱۴۴۳ نفر جمعیت داشته است.